# Alfredo Chiaretti
Alfredo Chiaretti (Leonessa, 21 aprile 1923 – Rieti, 17 settembre 2015) è stato un calciatore italiano, di ruolo attaccante.

## Carriera
Nella stagione 1945-1946 realizza 15 reti in 22 presenze in Serie C con la maglia dell'Italia Libera di Roma, società che dopo il secondo posto ottenuto in stagione si fonde con l'Alba Ala ed il Trastevere a formare l'Albalatrastevere, formazione con cui Chiaretti milita in Serie B nel corso della stagione 1946-1947, nella quale gioca 21 partite nel campionato cadetto. A fine stagione passa al Rieti, con cui nella stagione 1947-1948 gioca nuovamente in Serie B, segnando 11 reti in 24 presenze.
Passa poi alla Sambenedettese, con cui nella stagione 1948-1949 gioca in Serie C; passando alla B.P.D. Colleferro milita nella medesima categoria per altre tre stagioni consecutive, nella stagione 1952-1953 in maglia rossonera arriva al secondo posto in classifica in IV Serie; l'anno seguente con 3 reti in 6 presenze nel Girone Finale (tra cui una doppietta in casa del Bari) contribuisce alla vittoria del girone F di IV Serie, che però non basta alla squadra laziale per ottenere la promozione in Serie C. Nella stagione 1954-1955 vince invece il campionato di IV Serie. Nella stagione 1955-1956 gioca nel campionato regionale di Promozione con il Grosseto, con la cui maglia in 4 partite segna una rete.

## Statistiche

### Presenze e reti nei club
| Stagione          | Squadra           | Campionato        | Campionato | Campionato | Coppe nazionali | Coppe nazionali | Coppe nazionali | Coppe continentali | Coppe continentali | Coppe continentali | Spareggi    | Spareggi | Spareggi | Totale | Totale |
| Stagione          | Squadra           | Comp              | Pres       | Reti       | Comp            | Pres            | Reti            | Comp               | Pres               | Reti               | Comp        | Pres     | Reti     | Pres   | Reti   |
| ----------------- | ----------------- | ----------------- | ---------- | ---------- | --------------- | --------------- | --------------- | ------------------ | ------------------ | ------------------ | ----------- | -------- | -------- | ------ | ------ |
| 1945-1946         | Italia Libera     | C                 | 22         | 15         | -               | -               | -               | -                  | -                  | -                  | -           | -        | -        | 22     | 15     |
| 1946-1947         | Albatrastevere    | B                 | 21         | ?          | -               | -               | -               | -                  | -                  | -                  | -           | -        | -        | 21     | ?      |
| 1947-1948         | Rieti             | B                 | 24         | 11         | -               | -               | -               | -                  | -                  | -                  | -           | -        | -        | 24     | 11     |
| 1948-1949         | Sambenedettese    | C                 | 17         | 4          | -               | -               | -               | -                  | -                  | -                  | -           | -        | -        | 17     | 4      |
| 1949-1950         | BPD Colleferro    | Promozione        | 7+         | 5+         | -               | -               | -               | -                  | -                  | -                  | -           | -        | -        | 7+     | 5+     |
| 1950-1951         | BPD Colleferro    | C                 | 27         | 14         | -               | -               | -               | -                  | -                  | -                  | -           | -        | -        | 27     | 14     |
| 1951-1952         | BPD Colleferro    | C                 | 25         | 14         | -               | -               | -               | -                  | -                  | -                  | -           | -        | -        | 25     | 14     |
| 1952-1953         | BPD Colleferro    | IV                | 14         | 6          | -               | -               | -               | -                  | -                  | -                  | Spareggio   | 1        | 0        | 27     | 14     |
| 1953-1954         | BPD Colleferro    | IV                | 12         | 9          | -               | -               | -               | -                  | -                  | -                  | Fase Finale | 6        | 3        | 18     | 12     |
| 1954-1955         | BPD Colleferro    | IV                | 7          | 3          | -               | -               | -               | -                  | -                  | -                  | Fase Finale | 1        | 1        | 18     | 12     |
| Totale Colleferro | Totale Colleferro | Totale Colleferro | 92+        | 51+        | -               | -               | -               | -                  | -                  | -                  | -           | 8        | 4        | 100+   | 55+    |
| 1955-1956         | Grosseto          | Promozione        | 4          | 1          | -               | -               | -               | -                  | -                  | -                  | -           | -        | -        | 4      | 1      |
| Totale carriera   | Totale carriera   | Totale carriera   | 180+       | 82+        | -               | -               | -               | -                  | -                  | -                  | -           | -        | -        | 188+   | 86+    |

## Palmarès

### Club

#### Competizioni nazionali
- IV Serie: 1

Colleferro: 1954-1955

#### Competizioni regionali
- Promozione: 1

Colleferro: 1949-1950 (girone I)